# Emilien Schoorman
Emilien Amand Liévin Ghislain Schoorman (Gent, 27 februari 1828 - Brussel, 29 oktober 1896) was een Belgisch edelman.

## Geschiedenis
- In 1652 verleende koning Filips IV van Spanje persoonlijke ridderschap aan Antoine Schoorman.

## Emilien Schoorman
- Emilien Schoorman was een afstammeling van Antoine Schoorman (hierboven) en een zoon van Amand Schoorman en Marie Limnander. In 1883 verkreeg hij erkenning in de Belgische erfelijke adel. Hij trouwde in Wetteren in 1855 met Emma de Kerchove (1833-1871). Ze kregen vier zoons en een dochter.
  - Robert Schoorman (1856-1935), rijksarchivaris in Gent, trouwde in Gent in 1881 met Hélène de Ficquelmont (1855-1954). Hun dochter Emma (1883-1968) trouwde met de in 1948 geadelde baron Emile Casteur (1882-1953), gevolmachtigd minister, directeur-generaal Buitenlandse Handel. Echtpaar dat kinderloos bleef.
  - Gaëtan Schoorman (1857-1909) trouwde in Gent in 1886 met Ida van Hamme (1858-1941). Ze hadden vijf kinderen, met afstammelingen tot heden.
  - Ferdinand Schoorman (1863-1933), trouwde in Gent in 1886 met Joséphine de Ficquelmont (1861-1927). Ze hadden vier kinderen, met afstammelingen tot heden.